# Vuelo 343 de Wuhan Airlines

Ubicación de Hubei en China

El vuelo 343 de Wuhan Airlines fue un vuelo regular doméstico de pasajeros entre el aeropuerto de Enshi y el aeropuerto de Wuhan Wangjiadun, ambos en la provincia de Hubei, China Central. El 22 de junio de 2000, el Xian Y-7 de Wuhan Airlines, con registro B-3479, que operaba la ruta se estrelló tras encontrarse con un fuerte frente tormentoso; el aparato fue alcanzado por un rayo y con una fuerte cizalladura.
Inmediatamente después del accidente, China ordenó que todos los Xian Y-7 de Wuhan Airlines se quedasen en tierra. Un mes después del accidente, se les permitió volver al servicio activo.
El accidente continúa siendo el más mortal en que se ha visto implicado una aeronave Xian Y-7, y es en la actualidad el 13º peor accidente por número de muertes en la historia de China.

## Historia
El Xian Y-7 de Wuhan Airlines partió del aeropuerto de Enshi, el 22 de junio de 2000, para efectuar el vuelo al aeropuerto de Wuhan Wangjiadun. Conforme el avión se aproximaba a Wuhan, la tripulación fue informada de condiciones de meteorología adversa en la zona del aeropuerto. La tripulación permaneció sobrevolando el aeropuerto durante cerca de media hora, esperando que el clima mejorase; durante este periodo se debatió la posibilidad de desviarse a otro aeropuerto, pero el piloto prefirió permanecer en la zona e intentar aterrizar en Wuhan.
Las estaciones meteorológicas registraron 451 truenos en diez minutos durante los treinta minutos que el avión estuvo sobrevolando el aeropuerto. A las 15:00 hora local, el aparato se vio envuelto en cizalladura y fue alcanzado por un rayo, antes de que se estrellase en el barrio de Sitai, en la población de Yongfeng. El fuselaje se precipitó a entre 20 kilómetros (11 nmi) y 30 kilómetros (16 nmi) de Wuhan en dos secciones; la mitad del avión cayó en un dique del río Han, la otra mitad impactó en una granja. Los treinta y ocho pasajeros y cuatro tripulantes fallecieron, asñi como otras siete personas en tierra.

## Aeronaves Xian Y-7 dejadas en tierra
Tras el accidente, La Administración de Aviación Civil de China (CAAC) ordenó que los otros seis Xian Y-7 de Wuhan Airlines fuesen dejados en tierra hasta esclarecer la causa del accidente. En julio les fue permitido volver al servicio después de haber pasado las inspecciones de seguridad y de que las tripulaciones hubiesen recibido más entrenamiento. La CAAC ordenó que todos los Xian Y-7 fuesen retirados de los vuelos regulares de pasajeros el 1 de junio de 2001.

## Causa
Se determinó que la causa del accidente fue la climatología adversa a la que el aparato tuvo que enfrentarse, y más concretamente al impacto de un rayo. Otras causas son atribuibles a que la tripulación de vuelo y el controlador aéreo violaron los procedimientos de operación estándar para climatología adversa, y la decisión incorrecta tomada por el capitán.